# Коленда (герб)
Коленда  (пол. Kolenda, Kolęda) — польский дворянский герб.

## Описание
В красном поле три серебряных дротика или арбалетных болта, положенные звездообразно, оперением вверх, над ними золотой кавалерский крест.

## Герб используют
4 родаKolada, Kolenda, Kolendowski, Kolęda
Колендо — литовский дворянский род, внесенный в I ч. дворянской родословной книги Виленской губ. 5.08.1870 заседатель Михайловской Дворянской Опеки штабс-капитан Владислав Михайлович Колендо внесен в I ч. ДРК Рязанской губ.